# Elsenztalbahn

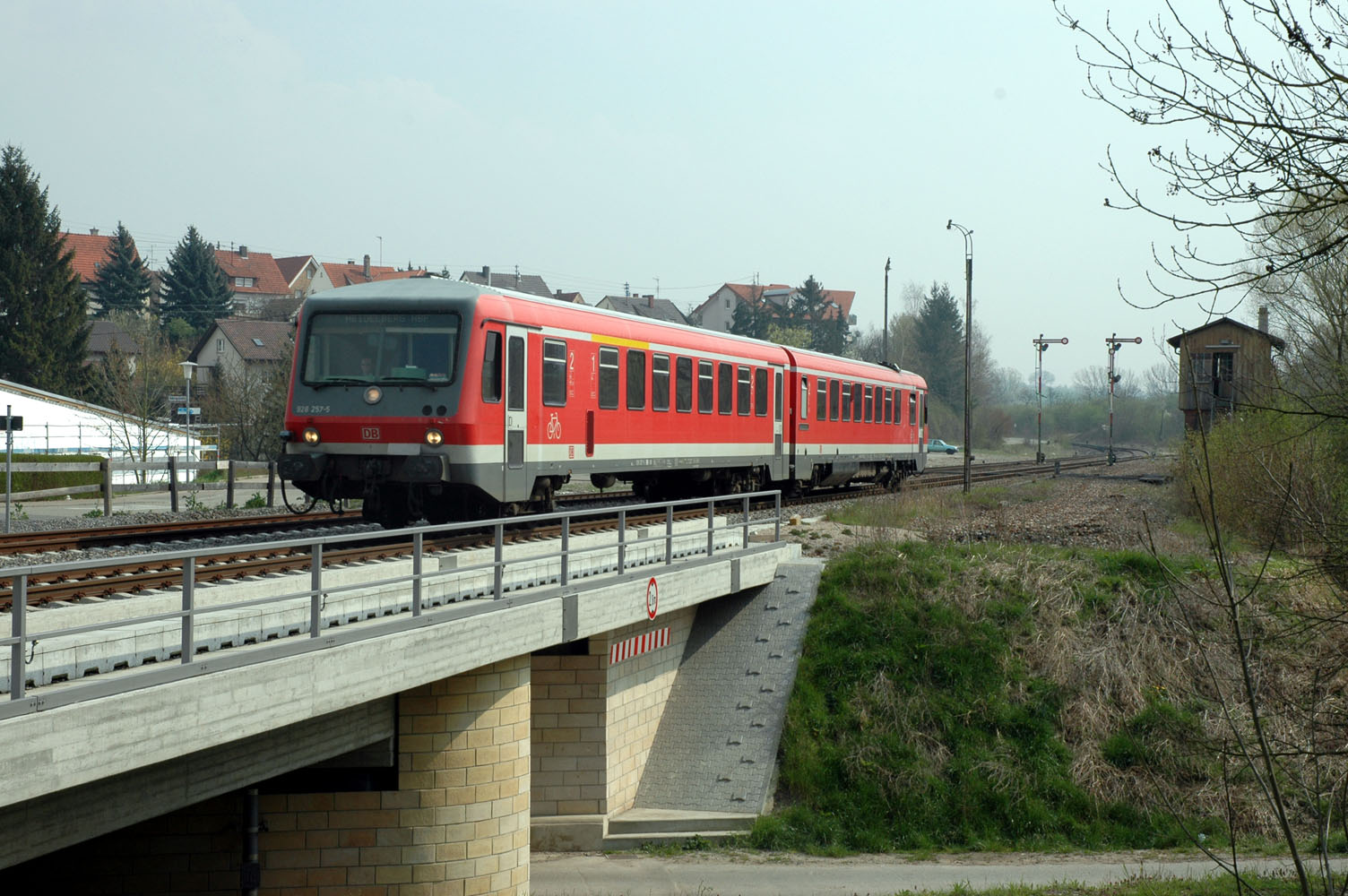
Motorvonat a vonalon még a villamosítás előtt

Az Elsenztalbahn egy 1435 mm nyomtávú, 15 kV 16,7 Hz-cel villamosított vasútvonal Németországban. A kereken 80 km hosszúságú vonal, a Heidelberg és Heilbronn közötti Rhein-Neckar körzetének Heilbronn-, és a Neckar-Odenwald körzetnek területén húzódik.

## Története
2002 decemberében végrehajtott haszon/költség-elemzés után 2004 májusában kezdődött el a tervezés és 2007 szeptemberben pedig aláírták a finanszírozási szerződést a vasútvonal felújításáról
2008. augusztus 4-én hivatalosan megkezdődtek az Elsenz- und Schwarzbachtalbahn építési munkálatai, melyek a 2009. decemberi menetrendváltásra befejeződtek.
A kivitelezési munkák során a Neckargemünd-Sinsheim-Eppingen, illetve Meckesheim-Aglasterhausen és Sinsheim-Bad Friedrichshall/Jagstfeld vonalak villamosítása mellett 19 állomás 70–140 m hosszúságú, 760 mm magasságú peronokkal, valamint korszerű S-Bahn rendszerű megállóhelyi felszereléssel lettek kiépítve és S-Bahn szabványúra kialakítva. Összesen 1180 db felsővezetéktartó oszlopot állítottak fel és kereken 110 km hosszú felsővezetéket építettek. További fontos infrastrukturális intézkedéseket is (vágánysüllyesztés, híd-megemelés, valamint a pálya-útátjárók és biztosítótechnika megújítása) elkészítettek. Az S-Bahn projekt keretében időben később építették ki Sinsheim Múzeum állomást. A Stadtbahn Heilbnronn-Nord területén, vagyis Sinsheim-Steinsfurt és Bad Friedrichshall-Jagtsfeld állomások lettek az elővárosi megállóhelyeknek megfelelően kiépítve. Sinsheim és Sinsheim Múzeum állomások az S-Bahn projekt keretében a következő években kerültek kiépítésre. A beruházás összköltsége 81,5 millió euró volt.
A beruházás szövetségi projekt keretében elővárosi vasútnak lett besorolva és Baden-Württemberg tartomány is finanszírozza. Az áthárítható költségek 60%-át a szövetségi állam viseli, és ez a becslések szerint 66,9 millió euró.
A Baden-Württemberg tartomány és a kommunális oldal az építési költségek 20%-os részét viseli.